# Tectaria andersonii
Tectaria andersonii är en ormbunkeart som beskrevs av Holtt. Tectaria andersonii ingår i släktet Tectaria och familjen Tectariaceae. Inga underarter finns listade.